# Helina fica
Helina fica este o specie de muște din genul Helina, familia Muscidae, descrisă de Xue în anul 1985. Conform Catalogue of Life specia Helina fica nu are subspecii cunoscute.